# Ralph Benatzky
Ralph Benatzky (* 5. Juni 1884 in Mährisch Budwitz, Mähren; † 16. Oktober (Anm.) 1957 in Zürich; eigentlich Rudolph Josef Franz Benatzky; tschechisch: Rudolf Josef František Benatzky) war ein mährisch-österreichischer Komponist.

## Leben
Rudolph Josef Franz Benatzky wurde 1884 in Mährisch Budwitz geboren. Sein Vater war Lehrer an einer deutschen Schule, und seine Mutter war die Tochter eines tschechischen Winzers. 1899 trat Rudolph in die k.u.k. Kadettenanstalt in Wien ein. Als ausgemusterter Fähnrich wurde er 1904 Leutnant in einem Infanterie-Regiment und war in Prag und Kolomea in Galizien stationiert, bis er 1907 krankheitsbedingt beurlaubt und 1909 in den Ruhestand versetzt wurde. Er studierte in Prag und Wien Germanistik, Philosophie und Musik und wurde im Jahre 1910 mit einer Arbeit über Goethe und das Volkslied in Wien zum Doktor der Philosophie promoviert. Der Schüler von Antonín Dvořák in Prag und Felix Mottl in München begann, frech-frivole Lieder für das Kabarett zu schreiben, wobei auch die Liedtexte von ihm selbst stammten; er nannte sich nunmehr Ralph Benatzky. Im Wiener „Kabarett Hölle“ wurden 1908/09 seine ersten Chansons gesungen.
Am 4. Oktober 1909 heiratete Benatzky die Sängerin und Schauspielerin Fédi Férard (eigentlich Eugenie Ninon Decloux). Spätestens 1914 wurde die Ehe wieder geschieden.
1914 lernte er die Diseuse Josma Selim kennen, deren Hauptkomponist und Klavierbegleiter er wurde und die er am 15. November 1914 heiratete. Mit dem eigenen Chansonprogramm Heitere Muse trat er mit ihr in mehreren europäischen Hauptstädten auf. 1910 schrieb er seine erste Operette, der weitere folgten. Im selben Jahr wurde er musikalischer Leiter an der Münchner Kleinkunstbühne „Bonbonniere“, 1914/15 Co-Direktor und Oberspielleiter in der Bunten Bühne „Rideamus“ in Wien. Mit der Operette Liebe im Schnee konnte er 1916 seinen ersten großen Operettenerfolg am Ronacher Theater in Wien feiern.
Mit der Revue An alle im Großen Schauspielhaus begann 1924 seine Zusammenarbeit mit dem Regisseur Erik Charell in Berlin, wo er sich 1927 wegen der besseren Verdienstmöglichkeiten zusammen mit seiner Frau niederließ. Nach einer Serie von reinen Revuen, die Benatzky mit Charell in Berlin und zusammen mit Karl Farkas und Fritz Grünbaum in Wien schuf, komponierte er fürs Große Schauspielhaus ab 1928 die Trilogie der sogenannten „Historischen Revueoperetten“, auf denen Benatzkys Weltruhm basiert (jeweils mit Charell als Produzent und Regisseur): Casanova (1928), Die drei Musketiere (1929) und als krönender Höhepunkt Im weißen Rößl (1930). Die Stücke zeichnen sich dadurch aus, dass sie auf geschickte Weise alte, bereits bekannte Musik mit neuen Jazz-Klängen der 1920er Jahre kombinieren; Benatzky selbst sprach im Fall der Musketiere von einer Musik „von gestern und heute“. Besonders auch im Rößl verband Benatzky typische (Pseudo-)Folkloreweisen mit tagesaktuellen, synkopierten Tanzrhythmen und erzielte damit weltweit einen Erfolg – es gab bedeutende Produktionen in London und Wien (1931), Paris (1932) und New York (1936). Allerdings war Benatzky lange mit seinem bis heute berühmtesten Werk aus künstlerischer Sicht unzufrieden, da er zwar für die musikalische Gesamtgestaltung verantwortlich war (und die entsprechenden Tantiemen bekam), aber auf Wunsch Charells nicht alle Musik selbst komponieren durfte und in letzter Sekunde das Verfassen der Liedtexte an Robert Gilbert abgeben musste, dies trotz anderweitiger, vorheriger vertraglicher Absprachen mit Charell.

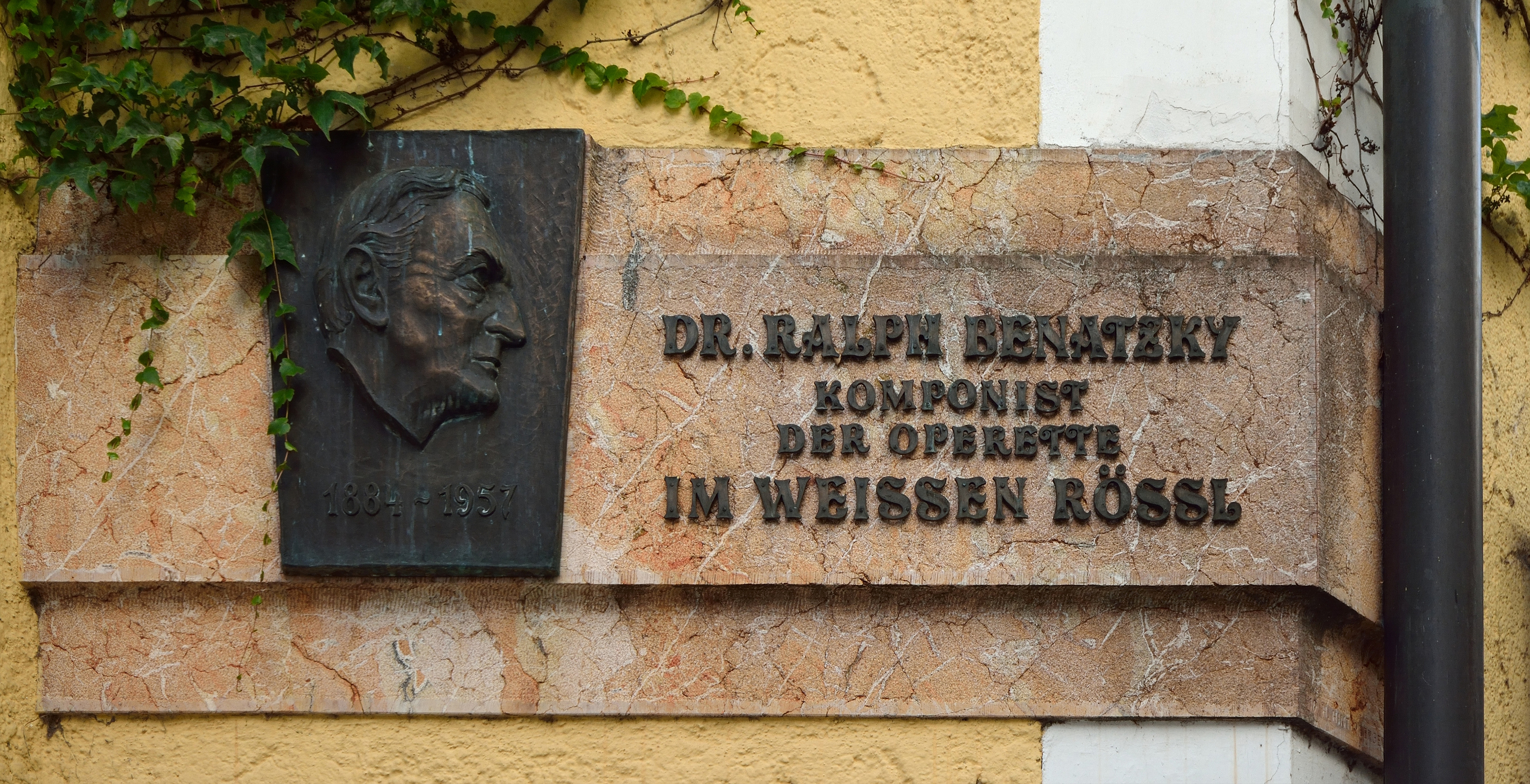
Gedenktafel am Hotel Zum Weißen Rössl in St. Wolfgang

Der finanzielle Erfolg des Rößl ermöglichte Benatzky den Kauf einer Villa in Thun. 1932 verließ er Berlin wieder und übersiedelte in die Schweiz, zusammen mit seiner dritten Ehefrau, der Tänzerin Melanie „Mela“ Hoffmann, die er am 17. April 1930 geheiratet hatte. Ihn ängstigte die politische Lage; hatte er doch schon 1924 das „hakenkreuzlerische Leben“ in seinem Tagebuch kommentiert: „‚Urgermanen‘ mit Wampe und Nackenspeck, mit rückwärts rasiertem und oben hahnenkammartig durch eine Scheitelfrisur gekrönte Schädel, […] arisch-arrogant, provinzlerisch gackernd.“
Neben den großen Revuen und Revueoperetten widmete sich Benatzky ab Ende der 1920er-Jahre zunehmend der kleiner dimensionierten Form der „Musikalischen Lustspiele“, für die er auch als Textdichter verantwortlich zeichnete. Dabei entstanden erfolgreiche Werke wie Adieu Mimi (1926), Meine Schwester und ich (1930), Bezauberndes Fräulein (1933) und Das kleine Café (1934).
Zarah Leander bescherte er mit der Hollywood-Parodieoperette Axel an der Himmelstür im Theater an der Wien (1936; Gesangstexte von Hans Weigel) den ersten überregionalen Erfolg, der sie außerhalb ihrer skandinavischen Heimat bekannt machte. Als die Ufa sie engagierte, bestand sie auf Benatzky als Komponisten für ihren ersten Musikfilm Zu neuen Ufern (1937). Er schrieb darin für sie die Evergreens Yes, Sir! und Ich steh im Regen.

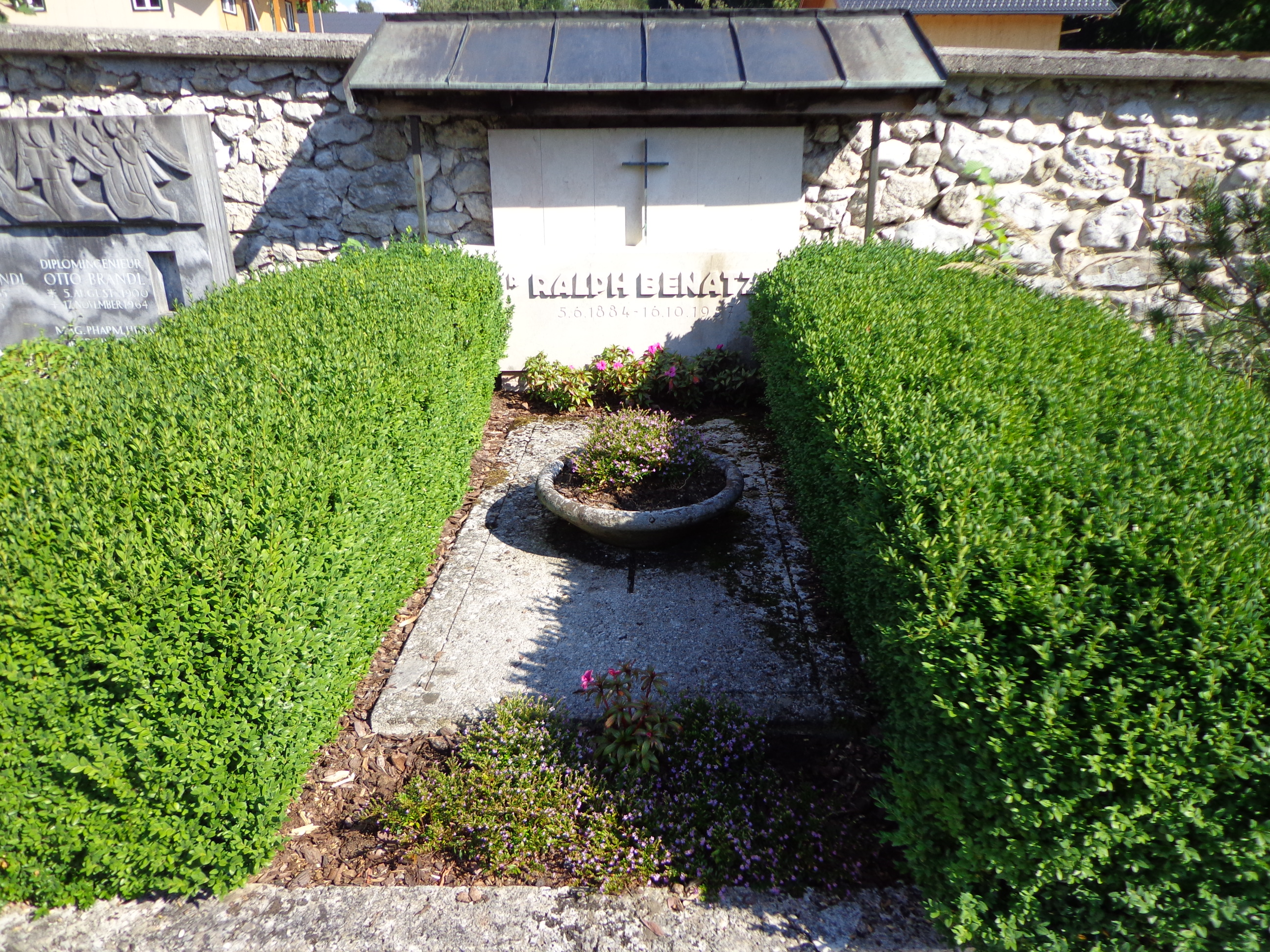
Ralph Benatzkys Grab in St. Wolfgang im Salzkammergut

Im Juni 1938 verließ Benatzky die Schweiz und ging nach Hollywood, wo er zuvor einen Vertrag mit Metro-Goldwyn-Mayer abgeschlossen hatte, den er dann aber wegen der frustrierenden Arbeitsbedingungen wieder auflösen ließ. Nachdem ihm die Schweizer Staatsbürgerschaft verweigert worden war, emigrierte er 1940 endgültig in die USA und dirigierte dort täglich eine halbe Stunde seine Kapelle im Radiosender Whom. Er übersetzte amerikanische Texte wie Porgy and Bess, aber auch William Somerset Maughams Memoiren Rückblick auf mein Leben (The Summing Up, 1948) und nahm gelegentlich an Konzertauftritten und Tourneen teil. In Benatzkys Übersetzung erlebte Porgy and Bess nach Ende des Zweiten Weltkriegs auch seine deutschsprachige Erstaufführung.
1948 ließ sich Benatzky in Zürich nieder. 1953 entstand sein autobiographisch gefärbter Roman In Dur und Moll. Er wurde auf eigenen Wunsch in St. Wolfgang im Salzkammergut, dem Spielort seiner bekanntesten Operette Im weißen Rößl, begraben.
Sein Nachlass wird heute vom Archiv der Akademie der Künste in Berlin aufbewahrt und verwaltet. Im Jahr 1962 wurde in Wien-Donaustadt (22. Bezirk) die Benatzkygasse nach ihm benannt. Seit 1972 erinnert der Benatzkyweg in Hamburg-Rahlstedt an ihn.

## Auszeichnungen
- 1933: Silbernes Ehrenzeichen der Republik Österreich
- 1936: Ritterkreuz der Französischen Ehrenlegion
- 1938: Ritterkreuz 1. Klasse des Österreichischen Verdienstordens
- 1949: Ehrenmedaille der Stadt Wien[9]
- 1950: Ehrenbürger der Gemeinde St. Wolfgang im Salzkammergut

## Werke (Auswahl)
- 1911: Laridon (Operette)
- 1911: Cherchez la femme (Operette)
- 1914: Prinzchens Frühlingserwachen! (Operette)
- 1915: Ich muß wieder einmal in Grinzing sein
- 1916: Liebe im Schnee (Operette)
- 1918: Die tanzende Maske (Operette)
- 1920: Apachen! (Operette)
- 1923: Ein Märchen aus Florenz (Operette)
- 1925: Für Dich
- 1926: Adieu Mimi (Musikalisches Lustspiel)
- 1928: Casanova (historische Revue-Operette, unter Verwendung der Musik von Johann Strauss (Sohn))
- 1929: Die drei Musketiere (Ein „Spiel aus romantischer Zeit mit der Musik von gestern und heute“)
- 1930: Im weißen Rößl (Singspiel)
- 1930: Die letzte Kompagnie (Spielfilm)
- 1930: Meine Schwester und ich (Musikalisches Lustspiel)
- 1931: Arm wie eine Kirchenmaus (Spielfilm)
- 1931: Zur gold'nen Liebe
- 1931: Morgen geht's uns gut
- 1933: Bezauberndes Fräulein (Musikalisches Lustspiel)
- 1934: Das kleine Café (Musikalisches Lustspiel)
- 1935: Der König mit dem Regenschirm (Lustspiel-Operette)
- 1935: Wer wagt – gewinnt (Spielfilm)
- 1936: Axel an der Himmelstür (Musikalisches Lustspiel)
- 1936: Der reichste Mann der Welt (Stück mit Musik in fünf Bildern)
- 1936: Herzen im Schnee (Revueoperette)
- 1937: Zu neuen Ufern (Spielfilm)
- 1940: Angielina (Musikalische Komödie)
- 1943: Damals (Spielfilm) (nur wenige Nummern von Benatzky)
- 1951: Verklungenes Wien (Spielfilm)
- 1951: Unvergängliches Licht (Spielfilm)
- 1954: Meine Schwester und ich (Spielfilm)